# No vayas a clase mañana
No vayas a clase mañana es una película de drama y coming-of-age mexicana 2021 escrita y dirigida por Diego Barragan en su debut como director. Está protagonizada por Paco García y Krystian Huerta. Se trata de dos adolescentes de 15 años que sufren acoso escolar en su colegio, por lo que planean realizar un tiroteo escolar.

## Sinopsis
Después de ser acosados e intimidados por sus compañeros de escuela, los adolescentes de 15 años Emilio y Jorge deciden idear un tiroteo escolar, ya tienen el arma, solo faltan las balas.

## Reparto
- Paco García como Emilio
- Krystian Huerta como Jorge
- Luz García como Regina
- Jony Perdomo como Carlos
- Said Sandoval como Omar
- Paola García como Claudia
- Cristo Fernández como Rafa (Cholo Líder)
- Carlos Ernesto como Ruben
- Eduardo Galeazzi como Profe Robles
- Hazael Montecristo como Coach

## Producción
Estaba previsto que la fotografía principal comenzara en marzo de 2020, pero tuvo que retrasarse debido a la pandemia de COVID-19. El rodaje comenzó en junio de 2020 en Guadalajara y Zapopan, México con una duración de 15 días.

## Lanzamiento
Tuvo su estreno internacional el 22 de octubre de 2021, como parte de la Selección Oficial del Festival de Cine de Austin. Posteriormente se proyectó a principios de diciembre de 2021 en el Festival Internacional de Cine Latino, Uruguayo y Brasileño y a finales de ese mes participó en el Festival Internacional de Cine de Capri Hollywood. Se proyectó el 13 de marzo de 2022 en el Festival de Cine Latino de San Diego, Estados Unidos. Se proyectó por primera vez en territorio mexicano a finales de julio de 2022 en el Festival Internacional de Cine de Guanajuato. Se estrenó comercialmente el 25 de enero de 2024 en cines mexicanos.

## Premios y nominaciones
| Año  | Premio / Festival                                           | Categoría                                  | Nominado                                                                | Resultado | Ref.          |
| ---- | ----------------------------------------------------------- | ------------------------------------------ | ----------------------------------------------------------------------- | --------- | ------------- |
| 2021 | Festival de Cine de Austin                                  | Mejor largometraje narrativo               | No vayas a clase mañana                                                 | Ganadora  | [ 13 ]        |
| 2021 | Festival Internacional de Cine de Capri Hollywood           | Premio Especial Capri - Mejor Largometraje | No vayas a clase mañana                                                 | Nominada  | [ 14 ]        |
| 2021 | Festival Internacional de Cine Latino, Uruguayo y Brasileño | Mejor actor                                | Paco García                                                             | Ganador   | [ 15 ]        |
| 2021 | Festival Internacional de Cine Latino, Uruguayo y Brasileño | Mención especial del jurado                | No vayas a clase mañana                                                 | Ganadora  | [ 15 ]        |
| 2022 | Festival de Cine Latino de San Diego                        | Mejor largometraje narrativo               | No vayas a clase mañana                                                 | Nominada  | [ 16 ]        |
| 2022 | Festival de Cine Latino de Filadelfia                       | Los Features                               | No vayas a clase mañana                                                 | Nominada  | [ 17 ]        |
| 2022 | Festival Internacional de Cine de Guanajuato                | Mejor largometraje mexicano                | No vayas a clase mañana                                                 | Nominada  | [ 18 ]        |
| 2022 | Gran Fiesta del Cine Mexicano                               | Mejor película                             | No vayas a clase mañana                                                 | Ganadora  | [ 19 ]        |
| 2022 | Gran Fiesta del Cine Mexicano                               | Mejor director                             | Diego Barragán                                                          | Ganadora  | [ 19 ]        |
| 2023 | Diosas de Plata                                             | Mejor película                             | Álex Barragán y Miranda Guzmán                                          | Nominados | [ 20 ]        |
| 2023 | Diosas de Plata                                             | Mejor ópera prima                          | Diego Barragán                                                          | Ganador   | [ 21 ]        |
| 2023 | Diosas de Plata                                             | Mejor dirección                            | Diego Barragán                                                          | Nominado  | [ 20 ] [ 22 ] |
| 2023 | Diosas de Plata                                             | Mejor guion                                | Diego Barragán                                                          | Nominado  | [ 20 ] [ 22 ] |
| 2023 | Diosas de Plata                                             | Revelación masculina                       | Paco García                                                             | Nominado  | [ 20 ] [ 22 ] |
| 2023 | Diosas de Plata                                             | Revelación masculina                       | Kristian Huerta                                                         | Nominado  | [ 20 ] [ 22 ] |
| 2023 | Diosas de Plata                                             | Mejor fotografía                           | Pablo Araujo                                                            | Nominado  | [ 20 ] [ 22 ] |
| 2023 | Diosas de Plata                                             | Mejor música                               | Álvaro Arce Urroz                                                       | Nominado  | [ 20 ] [ 22 ] |
| 2023 | Diosas de Plata                                             | Mejor canción original                     | Carlos Alberto García Michel & Diego A. Orozco Gutiérrez ("Bajo Mundo") | Nominados | [ 20 ] [ 22 ] |